# Chiesa di Santo Stefano (Casella)
La chiesa di Santo Stefano è un luogo di culto cattolico situato nel comune di Casella, in piazza Don Pietro Vergante, nella città metropolitana di Genova. La chiesa è sede della parrocchia omonima del vicariato del Genovesato della diocesi di Tortona.
Fa parte della diocesi tortonese almeno dal XII secolo, cioè dal tempo in cui i vescovi di quella città avevano anche il dominio temporale su Casella e altri paesi dell'alta valle Scrivia.
L'organizzazione dell'archivio parrocchiale risale al XVI secolo, e si deve al parroco dell'epoca, Domenico da Dovadola, che promosse la costruzione dell'oratorio di Sant'Antonio abate.
Pur essendo la chiesa intitolata a Santo Stefano, la festa patronale, celebrata con particolare solennità e accompagnata da numerose manifestazioni civili, è quella in onore del contitolare san Rocco (16 agosto).

## Storia

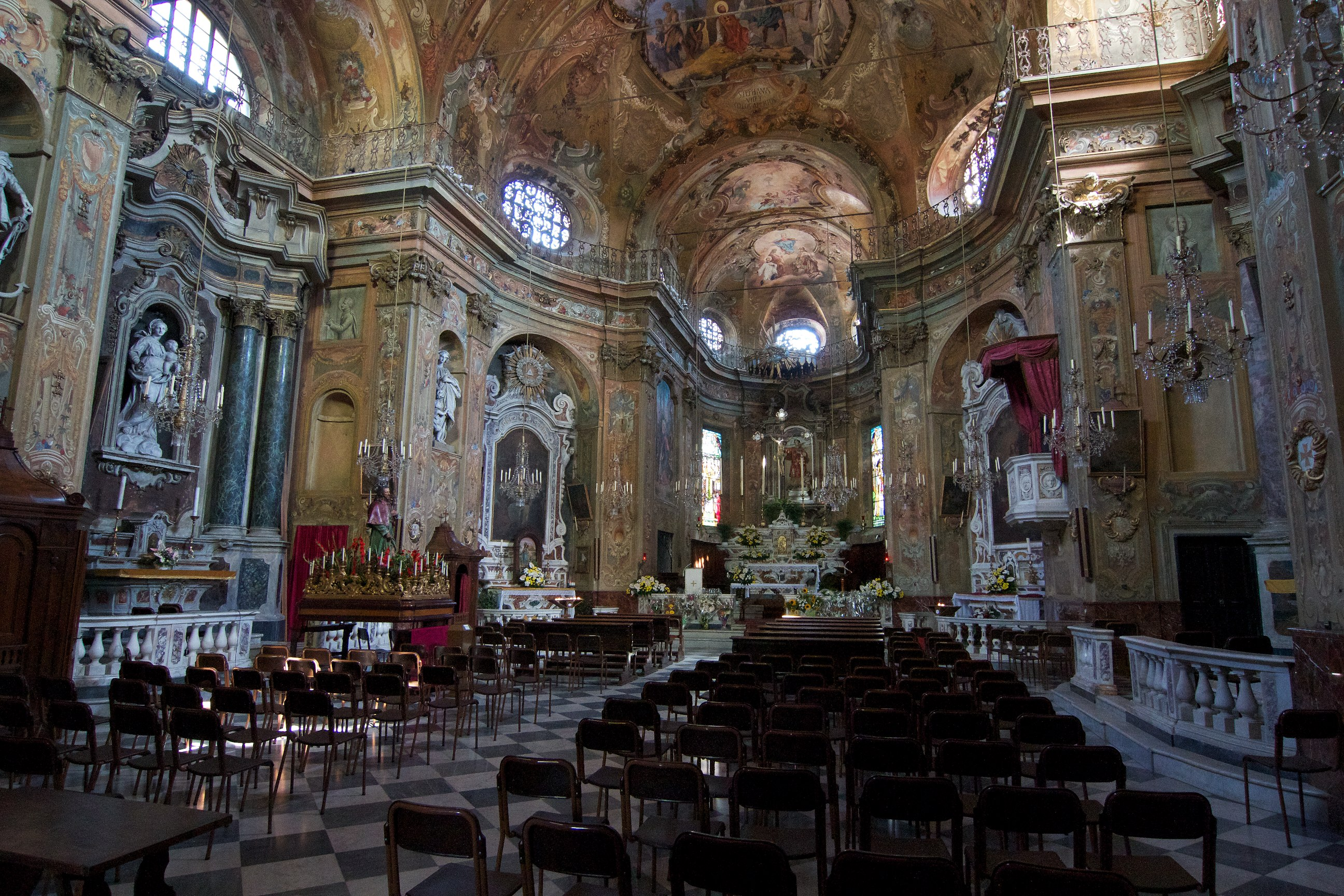
L'interno della chiesa

L'edificio è menzionato in una bolla papale del 1196 di papa Celestino III come dipendenza dall'abbazia di Precipiano (Vignole Borbera).
L'attuale chiesa parrocchiale fu costruita tra il 1718 e il 1722 su progetto dell'architetto Simone Scaniglia, sulle fondamenta della pieve medievale. La chiesa, in stile barocco, ha un'unica navata a pianta ellittica, con sei altari laterali.
In origine l'interno era completamente bianco, cosa che faceva apparire l'ambiente più grande di quanto non fosse realmente; inoltre, i raggi solari che filtravano dai finestroni facevano risaltare le nicchie e gli stucchi con giochi di luci ed ombre.
Fu in seguito affrescata tra il 1922 e il 1923 da pittori lombardi; nella volta sono rappresentate Scene di vita del santo Stefano, la Gloria Celeste e la Vergine Maria con i santi.

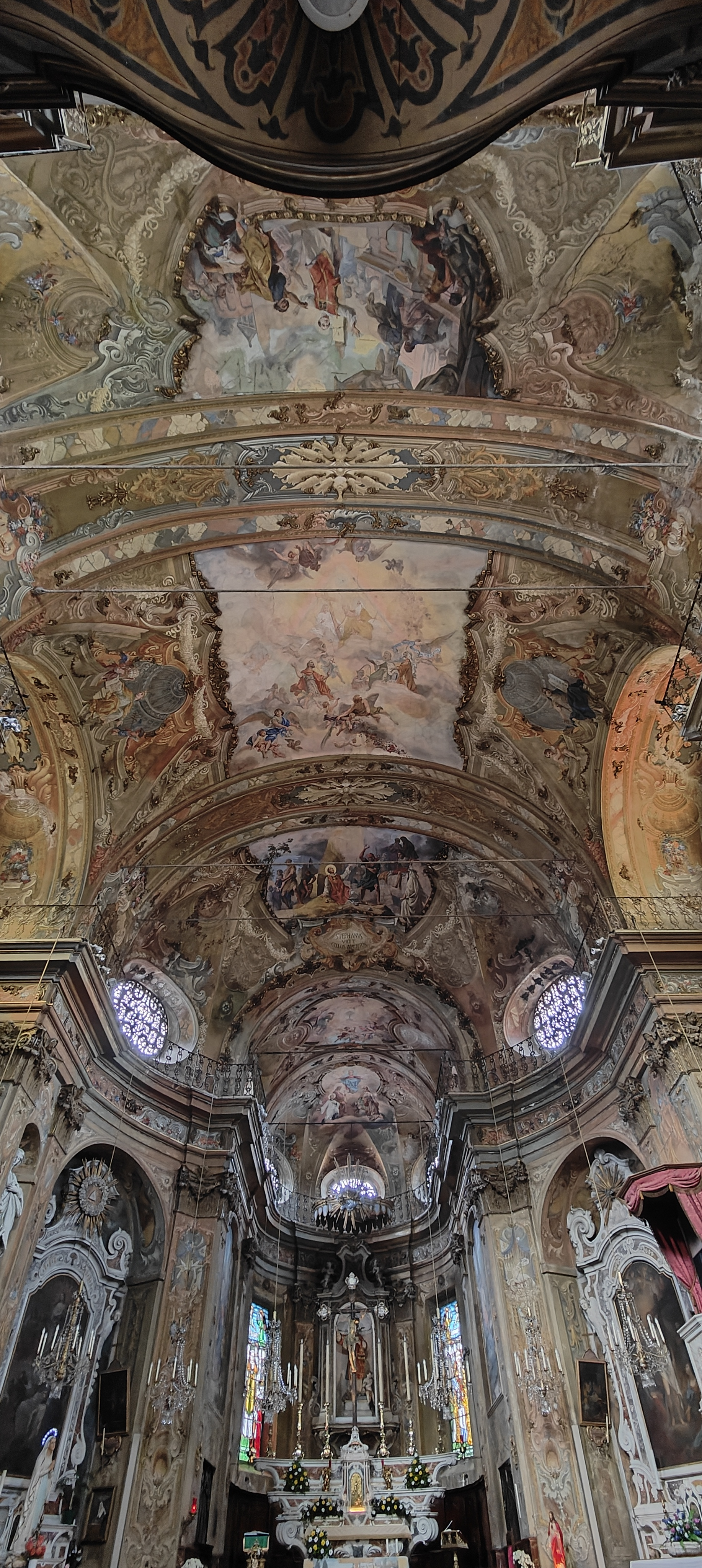
Particolare delle decorazioni della volta

Sull'ampio piazzale antistante la chiesa si affaccia l'oratorio di Sant'Antonio abate, luogo d'incontro della locale confraternita, istituita nel Cinquecento.

## Descrizione

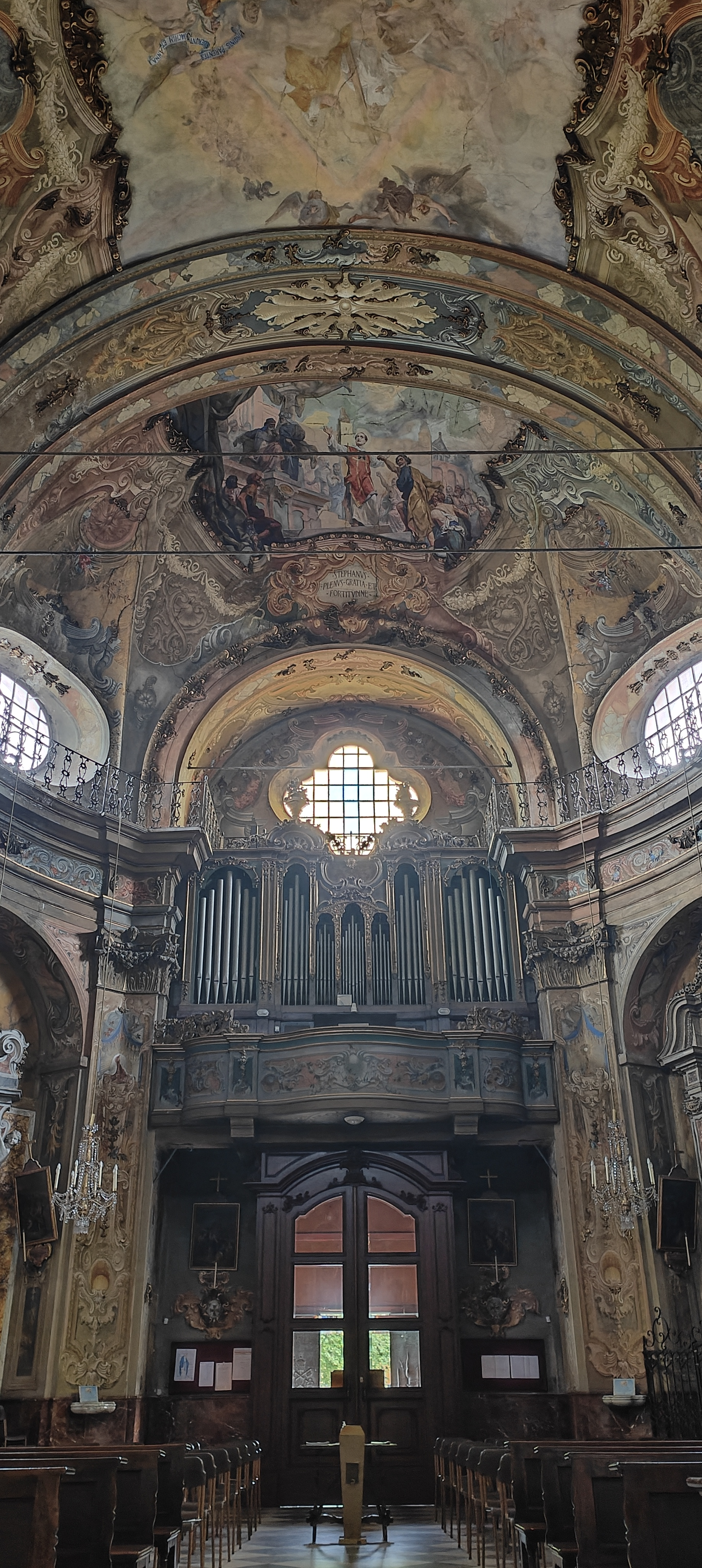
L'organo ubicato sopra l'ingresso

Nella chiesa sono presenti decorazioni barocche, risalenti all'epoca di costruzione dell'edificio. Tra le opere d'arte che sono conservate nella chiesa degni di nota sono il settecentesco gruppo ligneo della Crocifissione, la statua in marmo della Madonna del Rosario (del 1839), collocati sugli altari marmorei laterali, databili al XVIII secolo, il crocifisso settecentesco dell'altare maggiore e la statua lignea di Santo Stefano (1769), opera dello scultore Francesco Ravasco, restaurata nel 1999, che si trova nella nicchia dell'abside.
Nella sacrestia sono visibili due notevoli dipinti del Seicento: una Natività della scuola di Domenico Fiasella (in passato attribuita al pittore olandese Gerard van Honthorst) e una Visitazione di Giovanni Andrea De Ferrari, che rappresenta la visita di Maria a santa Elisabetta.
La facciata della chiesa è stata completamente restaurata nel 1994.

### Le campane
Attualmente il campanile ospita cinque campane.
Le quattro maggiori risalgono al 1866 e sono state prodotte dalla ditta Fratelli Barigozzi Fonditori di Metalli in Milano su richiesta dell'arciprete Giacomo Cartasso. La maggiore pesa 1118 kg, la seconda 758, la terza 518, la quarta 450.
Nel 1967 l'arciprete Pietro Vergante fece aggiungere una quinta campana per poter sfruttare maggiormente l'impianto elettronico contemporaneamente installato. Quest'ultima porta incisa la scritta «Defunctis dicata - Fonderia Filippi - Chiari - A.D. 1967».

### L'organo
Il 27 novembre 1921 venne stipulato un contratto tra il sindaco di Casella Guglielmo Lavagnino e il costruttore di organi Giovanni Tamburini di Crema per la fornitura di un organo che venne poi collaudato il 21 agosto 1922 dal maestro Raffaele Manari, professore d'organo nella Pontificia Scuola Superiore di Musica Sacra in Roma e primo organista di San Giovanni in Laterano, e dal Maestro Giuseppe Conte, organista della Arcipresbiteriale di Sestri Ponente.
L'organo, di proporzioni maggiori rispetto a quello precedente, si compone di due tastiere manuali di 58 note Do-La e pedaliera di 27 note Do-Re. I registri previsti da contratto erano 20, ma ne furono aggiunti altri 7 in corso d'opera.